# Eilema leucanicula
Eilema leucanicula là một loài bướm đêm thuộc phân họ Arctiinae, họ Erebidae.